# Noah Ringer

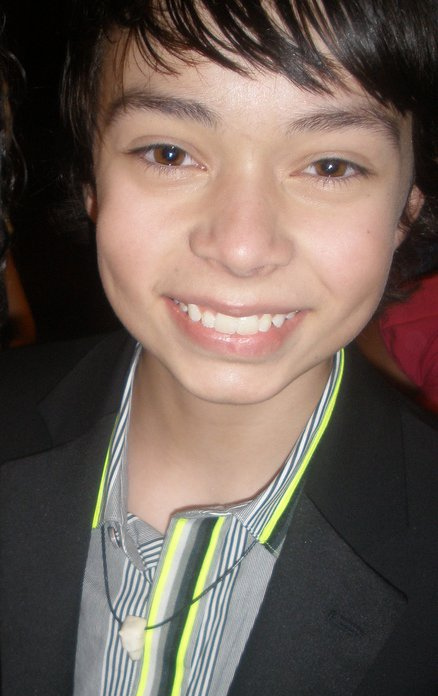
Noah Ringer (2010)

Noah Ringer (* 18. November 1996 in Dallas, Texas, Vereinigte Staaten) ist ein früherer US-amerikanischer Kinder-Schauspieler und heutiger Kampfkünstler (martial artist).

## Leben
Bevor Noah Ringer seine Filmkarriere einschlug, betrieb er Taekwondo. Er trainiert Taekwondo, seit er fünf Jahre alt ist und ist im Besitz des Schwarzen Gürtels. Seit dem Alter von sieben Jahren rasiert sich Ringer die Haare nach dem Vorbild der chinesischen Shaolin-Mönche fast gänzlich ab.
Ringer erhielt seine erste Filmrolle 2010 für den Realfilm Die Legende von Aang (engl. The Last Airbender). Ringer war in diesem Film in der Hauptrolle des Aang erstmals zu sehen und erhielt für seine Leistung eine Nominierung als Bester Hauptdarsteller in einem Spielfilm (Best Performance in a Feature Film – Leading Young Actor) für den Young Artist Award 2011.
Seine zweite Rolle spielte er im Film Cowboys & Aliens unter der Leitung Jon Favreaus. Der Film erschien 2011, Ringer spielt als Emmett Taggart unter anderem neben Daniel Craig und Harrison Ford.
Mit 10 schrieb ihn seine Mutter bei der ATA Martial Arts als Teil der American Taekwondo Association (ATA) ein. Ringers erstes ATA-Turnier war die Weltmeisterschaft in Arkansas. Er gewann den ersten Platz in jeder Kategorie, in der er antrat. Nachdem er sich die „extremen“ Routinen bei diesem Turnier angesehen hatte, beschloss Ringer, mit dem Training in Extreme Martial Arts oder XMA zu beginnen.

## Filmografie
- 2010: Die Legende von Aang (The Last Airbender)
- 2011: Cowboys & Aliens